# Зої (фільм)
Зої — американський романтичний науково-фантастичний фільм 2018 року режисера Дрейка Доремуса. Світова прем'єра фільму відбулася на кінофестивалі «Трайбека» 21 квітня 2018 року. Вперше показаний 20 липня 2018 року на «Amazon Studios».

## Про фільм
Футуристична мелодрама про кохання між людиною та андроїдом.
Талановитий винахідник Коул працює в потужній IT-компанії, яка займається розробками в сфері кохання. Компанія займається розробкою програмного забезпечення, створює тести на сумісність, медичні препарати, які підсилюють пристрасть. І витончених андроїдів, здатних бути вправними коханцями та співрозмовниками.
Нова розробка Коула — дівчина-робот на ім'я Зої. Її програма заснована на переживаннях і спогадах реальних жінок. Її тіло подібне до людського настільки, що Зої впевнена, ніби була народжена, а не створена.
Коул відкриває їй правду лише тоді, коли Зої закохується в нього.

## Знімались
| Актор               | Роль     |
| ------------------- | -------- |
| Юен Мак-Грегор      | Коул     |
| Леа Сейду           | Зої      |
| Тео Джеймс          | Еш       |
| Рашида Джонс        | Емма     |
| Крістіна Агілера    | Джевелс  |
| Міранда Отто        | Дизайнер |
| Ентоні Шім          | Гідео    |
| Метью Грей Габлер   | Скінні   |
| Арлен Агуайо-Стюарт | Жінка    |
| Джанін Теріо        | Ісла     |